# Tore André Flo
Tore André Flo (Stryn, 15 de junho de 1973) é um ex-futebolista profissional norueguês, que atuava como atacante. Reconhecido como um dos maiores futebolistas da Noruega, atacante alto de grande presença na grande área. Pela Seleção Norueguesa de Futebol ela jogou 76 partidas, com 23 marcados. Disputou a Copa do Mundo de 1998, na qual foi a melhor participação de seu país e a Euro 2000.
Tore é conhecido por marcar um dos gols na vitória sobre o Brasil por 2-1 na Copa de 1998. Seus irmãos Jostein e Jarle e o primo, Håvard, foram futebolistas profissionais. 

## Carreira

### Inicio
Flo iniciou a carreira no clube amador Stryn. Em 1993, ele se transferiu profissionalmente para o Sogndal, juntamente com os irmãos, Jostein e Jarle. Em 1994 foi para o Tromsø, onde atuou por um ano.
Pelo Tromsø, o atacante fez sucesso: marcou 18 gols na temporada de 1995. Suas habilidades fez com o que recebesse sua primeira convocação para a Seleção da Noruega.

### Chelsea FC
Em 1996, foi contratado pelo Brann, onde continuou jogando em alto nível, marcando 28 gols em 40 partidas. Na última partida com a camisa do Brann, fez 3 gols e o Chelsea teve o interesse de contratá-lo. No ano seguinte, Flo foi contratado junto ao Chelsea pelo preço de 300 mil libras, Atuou pelos Blues entre 1997 e 2000. Fez sua estreia na vitória de 2 x 1 no Coventry City, entrando no lugar de Graeme Le Saux.
Seu melhor momento no Chelsea foi quando quando ele fez 3 gols na goleada de 6 x 1 sobre o Tottenham, e mais 2 na goleada de 6 x 2 no Crystal Palace. O Chelsea terminou a Premier League em 4° lugar, mas venceu a Taça da Liga Inglesa e a Recopa Européia. Em quatro temporadas envergando a camisa do Chelsea, Tore André Flo jogou 169 partidas e marcou 50 vezes.

### Rangers e Sunderland
Em novembro de 2000, foi contratado pelo Rangers por 21 milhões de dólares para disputar a Scottish Premier League, a maior quantia paga por um jogador norueguês até hoje.
Flo estreou marcando seu gol na goleada de 5 x 1 no arqui-rival Celtic. Atingiu a marca de 18 gols em 30 jogos, mas não fez sucesso como nos clubes anteriores. Regressou à Inglaterra para defender o Sunderland, onde não fez muitos gols, mas foi o responsável por ajudar a agremiação a retornar à Premier League do Campeonato Inglês, formando dupla com Kevin Phillips.

### Experiencia no Siena
Depois de deixar o Sunderland, Flo foi tentar sua sorte na Itália, onde jogou pelo Siena, que o contratou em 2003. Flo jogou por 2 temporadas e se tornou um sucesso do futebol italiano, ajudando o Siena a subir a elite da Itália pela primeira vez.

### Retorno à Noruega
Seus familiares achavam muito difícil jogar pelo Sul da Europa e queriam que Flo voltasse à Noruega. Ele, que tinha um contrato praticamente assinado com o Queens Park Rangers, decidiu voltar ao país de origem.
Assinou com o Vålerenga de Oslo, em julho de 2005, tendo atuado em uma temporada. Sua estadia no Vålerenga foi dificultada devido as inúmeras lesões que o impediu de ter uma sequência de jogos. O Vålerenga não conseguiu renovar o contrato de Flo, deixando-o livre para assinar com outros clubes.

### Retorno à Inglaterra
Após ter sido dispensado pelo Vålerenga, Flo retornou pela segunda vez à Inglaterra, sendo contratado pelo Leeds United, em 3 de janeiro de 2007, disputando 23 partidas e marcando quatro gols pela equipe.
Excluído dos planos do Leeds para 2008, Flo, que chegou a anunciar a aposentadoria em março, mudou de ideia e foi para o MK Dons, onde reencontraria Roberto Di Matteo, seu ex-companheiro na época de Chelsea. Atuou em treze partidas e passou em branco durante sua passagem pelo MK Dons. Depois disto, parou de jogar pela primeira vez.

### A volta

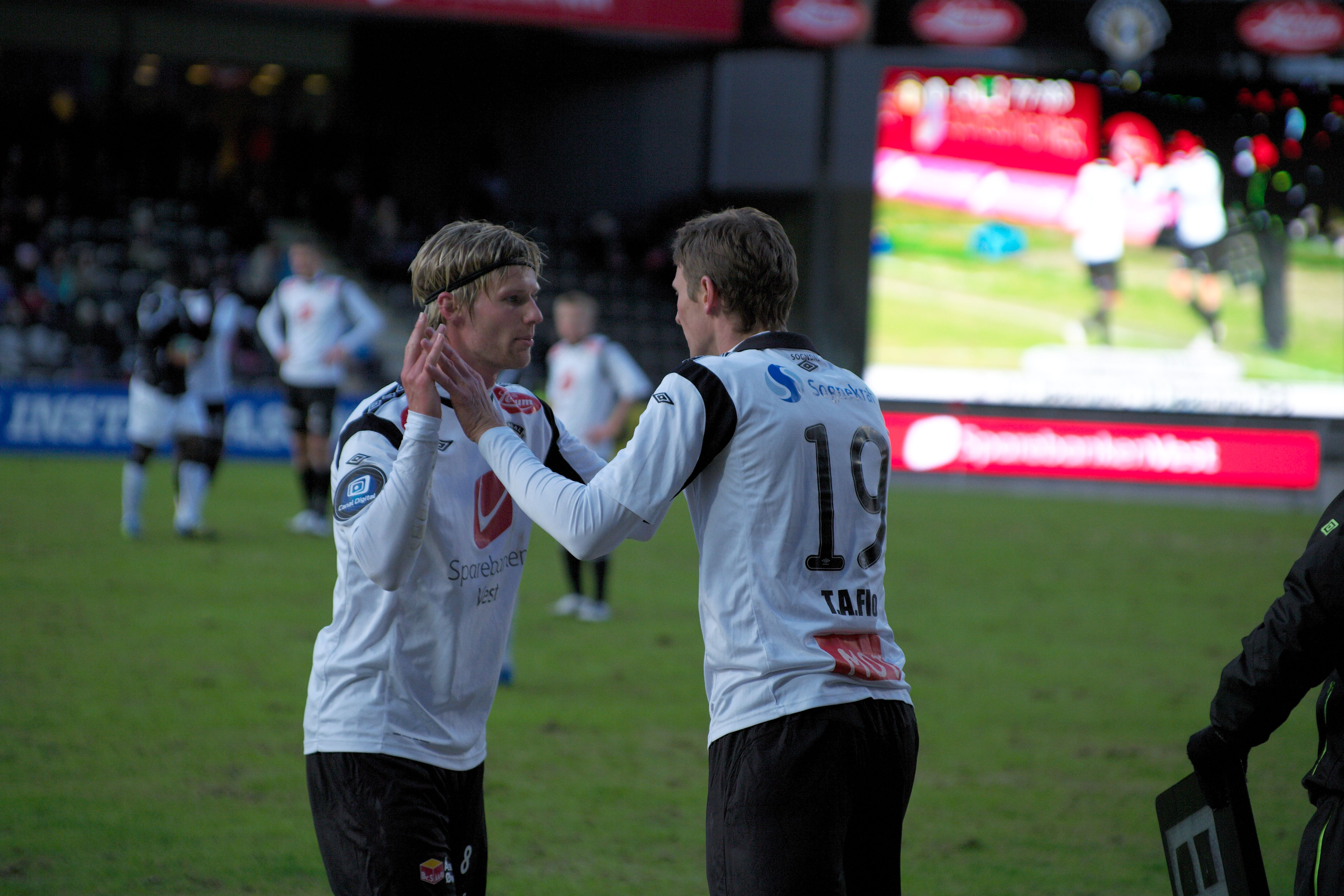
Tore André Floed e Ulrik Flo.

Um ano e meio após ter parado de jogar, Tore André Flo anunciou que estava retomando a carreira de jogador, e o clube pelo qual voltou a calçar as chuteiras foi o Sogndal, onde foi projetado para o futebol. No clube, dividiu o elenco com Ulrik, seu sobrinho.

## Seleção norueguesa
Pela seleção da Noruega, entre 1995 a 2004, jogou 76 vezes e marcou 23 gols, mesmo número de Ole Gunnar Solskjær. Estreou em 1995, contra a Inglaterra, e a partida terminou empatada sem gols.
Participou do jogo contra o Brasil, na Copa de 1998, disputada na França, quando a Noruega surpreendeu e venceu por 2 x 1, e ele fez o primeiro gol da Noruega. Deixou de jogar pela Noruega em 11 de julho de 2004, em amistoso contra o Egito.

## Títulos
Chelsea
- Copa da Liga Inglesa: 1997–98
- Recopa Europeia: 1997–98
- Supercopa da UEFA: 1997–98

- Copa da Inglaterra: 1999–00
- Supercopa da Inglaterra: 2000

Rangers
- Copa da Escócia: 2001–02
- Copa da Liga Escocesa: 2001–02

Individual
- Futebolista norueguês do ano: 1998